# كريستوف فليجن

## روابط إضافية
- كريستوف فليجن على موقع رابطة محترفي التنس (الإنجليزية)
- كريستوف فليجن على موقع الاتحاد الدولي لكرة المضرب (الإنجليزية)
- كريستوف فليجن على موقع كأس ديفيز (الإنجليزية)
- كريستوف فليجن على موقع خلاصة التنس.كوم (الإنجليزية)
- كريستوف فليجن على موقع إي إس بي إن.كوم (الإنجليزية)
- Vliegen Recent Match Results
- Vliegen World Ranking History